# Carlos López Riaño
Carlos López Riaño est un homme politique espagnol né le 6 novembre 1940 à Bóveda (province de Lugo) et mort le 15 avril 2022 à Madrid, membre du Parti socialiste ouvrier espagnol (PSOE).

## Biographie
Titulaire d'une licence en droit, il exerce la profession d'avocat. Il intègre le PSOE en 1966 et en devient militant en 1969.
Carlos López Riaño est député de Madrid au Congrès des députés entre 1982 et 1996.